# 金聖賢
金 聖賢（キム・ソンヒョン、김성현 , 1989年1月3日 - ）は、大韓民国・大邱広域市出身の元プロ野球選手（投手）。右投右打。
韓国プロ野球八百長事件に関与していたとして2012年4月18日に韓国野球委員会から永久追放処分を科された。

## 経歴
2008年のKBOドラフトでウリ・ヒーローズから2次1位指名を受け、入団した。プロ入り後に三星ライオンズの宣銅烈監督は「彼を指名すべきだった」と後悔したという。
2010年はシーズン後半から先発ローテーションに定着すると7勝を挙げ、飛躍の1年となった。
2011年も先発投手としてローテーション入りしていたが、シーズン中の7月31日に宋臣永とともに沈秀昌、朴炳鎬を相手にした2対2の交換トレードでLGツインズへ移籍し、LGでも先発投手として起用された。
だが、2012年2月に金聖賢が朴顯俊と共に韓国プロ野球八百長事件に関与した疑いがある選手として浮上した。2月28日に大邱地検は、国民体育振興法違反の容疑で金聖賢を逮捕した。8時間ほどの調査を受け、ネクセン時代の2011年シーズンの4月と5月の2度にブローカーと組んで意図的に「1回最初に与四球」を出して勝負を操作して、それに伴う報酬1000万ウォンを受け取った容疑を受けた。検察が高校の先輩であるブローカーとの資金の流れなど具体的な状況を聞くと、ほとんどの容疑を認めた。2月29日に大邱地検は勝負操作に関与した容疑で金聖賢に対して逮捕状を請求した。3月6日に朴顯俊と共にLGから放出された。4月18日に大邱地裁は公判を開き、金聖賢と朴顯俊に懲役6か月と執行猶予2年と120時間の社会奉仕活動命令の判決を下して実刑は免れ、追徴金には金聖賢に700万ウォン、朴顯俊に500万ウォンを宣告した。同日に2人は韓国野球委員会（KBO）から永久除名処分を科された。なお、KBOと相互協定を結んでいるMLB、NPB、CPBLなどの他国のプロ野球リーグでも同様の処分が課されており、KBOの許可無しにプレーする事は不可能になっている。

## プレースタイル・人物
SSGランダース所属の金聖賢と同名だが、実態は赤の他人である。

## 詳細情報

### 年度別投手成績
| 年 度     | 球 団                | 登 板 | 先 発 | 完 投 | 完 封 | 無 四 球 | 勝 利 | 敗 戦 | セ 丨 ブ | ホ 丨 ル ド | 勝 率 | 打 者 | 投 球 回 | 被 安 打 | 被 本 塁 打 | 与 四 球 | 敬 遠 | 与 死 球 | 奪 三 振 | 暴 投 | ボ 丨 ク | 失 点 | 自 責 点 | 防 御 率 | W H I P |
| --------- | -------------------- | ----- | ----- | ----- | ----- | -------- | ----- | ----- | -------- | ----------- | ----- | ----- | -------- | -------- | ----------- | -------- | ----- | -------- | -------- | ----- | -------- | ----- | -------- | -------- | ------- |
| 2008      | ウリ ソウル ネクセン | 22    | 1     | 0     | 0     | 0        | 0     | 4     | 1        | 0           | .000  | 162   | 38.0     | 29       | 0           | 20       | 0     | 2        | 30       | 5     | 0        | 20    | 17       | 4.03     | 1.29    |
| 2009      | ウリ ソウル ネクセン | 27    | 8     | 0     | 0     | 0        | 2     | 4     | 0        | 0           | .333  | 299   | 65.2     | 72       | 10          | 43       | 0     | 2        | 48       | 6     | 0        | 53    | 51       | 6.99     | 1.75    |
| 2010      | ウリ ソウル ネクセン | 24    | 10    | 0     | 0     | 0        | 7     | 8     | 0        | 0           | .467  | 385   | 90.0     | 91       | 10          | 41       | 0     | 1        | 60       | 5     | 1        | 51    | 49       | 4.90     | 1.47    |
| 2011      | ウリ ソウル ネクセン | 16    | 16    | 0     | 0     | 0        | 3     | 5     | 0        | 0           | .375  | 328   | 72.0     | 74       | 6           | 50       | 0     | 2        | 43       | 11    | 1        | 47    | 43       | 5.38     | 1.72    |
| 2011      | LG                   | 9     | 9     | 0     | 0     | 0        | 1     | 4     | 0        | 0           | .200  | 200   | 45.2     | 54       | 4           | 17       | 0     | 0        | 25       | 4     | 0        | 28    | 28       | 5.52     | 1.55    |
| '11計     | LG                   | 25    | 25    | 0     | 0     | 0        | 4     | 9     | 0        | 0           | .308  | 528   | 117.2    | 128      | 10          | 67       | 0     | 2        | 68       | 15    | 1        | 75    | 71       | 5.43     | 1.66    |
| 通算：4年 | 通算：4年            | 98    | 44    | 0     | 0     | 0        | 13    | 25    | 1        | 0           | .342  | 1374  | 311.1    | 320      | 30          | 171      | 0     | 7        | 206      | 31    | 2        | 199   | 188      | 5.43     | 1.58    |

### 背番号
- 53 （2008 - 2010年）
- 0 （2011年 - 同年途中、2012年 - 同年途中）
- 25 （2011年途中 - 同年終了）